# Хэрвуд-хаус
Хэрвуд-хаус (англ. Harewood House) — монументальный классицистический дворец графов Хэрвуд в окрестностях Лидса (графство Уэст-Йоркшир). Над проектированием резиденции работали в 1759—1771 годах архитекторы Джон Карр и Роберт Адам. Графы Харвуды, разбогатевшие на работорговле в Вест-Индии, не жалели расходов на украшение своего нового дома. Устройством сада занимались Ланселот Браун и Чарлз Бэрри. Меблировка была заказана знаменитому мастеру Томасу Чиппендейлу. По состоянию на 2011 год усадьбой владел 7-й граф Хэрвуд — внук короля Георга V и двоюродный брат Елизаветы II.